# Запруда (село)
Запруда (укр. Запруда) — село на Украине, находится в Емильчинском районе Житомирской области.
Код КОАТУУ — 1821786202. Население по переписи 2001 года составляет 211 человек. Почтовый индекс — 11230. Телефонный код — 4149. Занимает площадь 0,995 км².

## Адрес местного совета
11230, Житомирская область, Емильчинский р-н, с.Сергеевка